# The 3rd and the Mortal
The 3rd and the Mortal was een Noorse heavymetalband.
The 3rd and the Mortal bracht eerste mini-cd Sorrow uit in 1994, waarvan een viertal nummers met zang van Kari Rueslåtten een goede indruk maakten, vanwege de mix van klassieke muziek met metal. Rueslåtten zingt voornamelijk de iets zachtere delen van de muziek. De teksten worden wel sprookjesachtig en donker genoemd. Eind 1994 van hetzelfde jaar komt de lp komt het voor veel muzikanten invloedrijke Tears laid in earth uit, met het eindepos "Oceana" dat 18 minuten duurt. The 3rd and the Mortal was van invloed op onder andere The Gathering en Nightwish. Na dit album gaat zangeres Kari Rueslåtten solo verder onder de naam 'Kari', met een folk-cd en daarna meer pop-georiënteerde muziek.
Ann-Mari Edvardsen treedt aan en de mini Nightswan is een opmaat naar de cd Painting on Glass, die de start van meer experiment in de muziek laat zien. De gothic stijl wordt verruild voor new age met een metalondertoon, waarbij Ann-Mari veel stemregisters gebruikt. Met de cd In this room neemt de stijl een lichtelijke jazzrichting. Door de vele stijlwisselingen, kent de band ook vele wisselingen van fans.
Na een stilte van een verschillende jaren komt de band zonder Ann-Mari, maar met een groot aantal gastmusici en vocalisten terug, met de cd ;Memoirs. Er volgt een kleine tour door Duitsland en Nederland. Na weer een lange stilte volgt de cd 'Projcet Bluebook - Decade of Endeavour' met een aantal liveversies, live experimenten en een tweetal nieuwe songs. Sindsdien is het weer stil rond The 3rd and the Mortal.